# El deseo (telenovela)
El Deseo è una telenovela argentina trasmessa da Telefe nel 2004, la cui protagonista è interpretata da Natalia Oreiro. Conta 70 episodi di 60 minuti di durata.
Sigla Light My Fire (cantata da Natalia Oreiro)

## Trama
Il Deseo è un piccolo paese in cui sono presenti acque termali curative, però vi si trova anche una palude che tutti preferiscono evitare. Come in tutti i piccoli paesi, anche qui ci sono passioni, segreti e misteri. La vita dei suoi abitanti ruota intorno alla Spa e all'hotel di proprietà di Dalmiro Bernal e di sua moglie Mercedes. Fa eccezione Flauta, un artista bohemienne che disprezza Bernal. La figlia dei Bernal è Antonia, fidanzata con Máximo, che Dalmiro considera il suo successore. Luisa, la madre di Mercedes, nasconde un segreto che riguarda la palude. Tutti i personaggi sono in qualche modo legati ai Bernal, sia per ragioni di lavoro, sia per ragioni sociali o affettive. Per circostanze differenti giungono nel paese Javier e Carmen. Carmen è un'artista di varietà senza molta fortuna nel lavoro, che è stata contattata da un avvocato e invitata a raggiungere il Deseo per trattare un tema circa i suoi genitori naturali. Giunta sul posto non riesce a incontrare l'avvocato, ma spera di poter fare un po' di soldi per emigrare in Canada. Javier va al Deseo per motivi di lavoro che dovrebbero impegnarlo solo per breve tempo. Però il Deseo li trattiene. Entrambi restano e la loro vita cambia per sempre. E allo stesso tempo cambia la vita del paese: divampano le passioni contenute, i segreti e i misteri cominciano a svelarsi, e nessuno può più essere quello che era prima.